# Živí mrtví (seriál)
Živí mrtví (v anglickém originále The Walking Dead) je americký postapokalyptický dramatický televizní seriál. Vznikl podle stejnojmenné komiksové série od Roberta Kirkmana, Tonyho Moorea a Charlieho Adlarda. Andrew Lincoln ztvárnil hlavní roli šerifa Ricka Grimese, který se probudí v nemocnici z kómatu a zjistí, že svět ovládli zombie, tzv. „chodci“ (v originále „walkers“) nebo též „mrtváci“ (doslovný překlad názvu je „chodící mrtví“). Snaží se nalézt svou rodinu a cestou naráží na další přeživší.

## Vysílání
Seriál Živí mrtví měl premiéru 31. října 2010 na kabelové televizní stanici AMC ve Spojených státech amerických. Po úspěchu první řady se televize AMC rozhodla i pro druhou s počtem 13 dílů, která debutovala 16. října 2011. Třetí řada měla premiéru 14. října 2012. Premiéra páté řady byla ohlášena na 8. října 2014.
V Česku měl seriál svou premiéru 25. srpna 2012 na stanici Prima Cool.

## Obsazení

### Hlavní postavy
| Herec                  | Postava                 | Výskyt       | Český dabing                         |
| ---------------------- | ----------------------- | ------------ | ------------------------------------ |
| Andrew Lincoln         | Rick Grimes             | 1.–9. série  | Filip Blažek                         |
| Norman Reedus          | Daryl Dixon             | 1.–11. série | Martin Stránský                      |
| Chandler Riggs         | Carl Grimes             | 1.–8. série  | Jakub Nemčok                         |
| Lennie James           | Morgan Jones            | 1.–8. série  | Lukáš Hlavica                        |
| Melissa McBrideová     | Carol Peletier          | 1.–11. série | Radka Stupková                       |
| Steven Yeun            | Glenn Rhee              | 1.–7. série  | Michal Holán                         |
| Sarah Wayne Calliesová | Lori Grimesová          | 1.–3. série  | Irena Máchová                        |
| Laurie Holdenová       | Andrea                  | 1.–3. série  | Ivana Milbachová                     |
| Jeffrey DeMunn         | Dale Horvath            | 1.–2. série  | Zdeněk Hess                          |
| Jon Bernthal           | Shane Walsh             | 1.–2. série  | Jan Kolařík                          |
| Michael Rooker         | Merle Dixon             | 1.–3. série  | Tomáš Karger                         |
| Lauren Cohanová        | Maggie Greenová         | 2.–11. série | Kateřina Lojdová, Jitka Jirsová      |
| Scott Wilson           | Hershel Greene          | 2.–4. série  | Jan Vlasák                           |
| Emily Kinneyová        | Beth Greenová           | 2.–5. série  | Viktorie Taberyová                   |
| Danai Gurira           | Michonne                | 3.–10. série | Irena Hrubá, Zuzana Hykyšová         |
| Sonequa Martin-Green   | Sasha Williams          | 3.–7. série  | Antonie Talacková                    |
| Chad Coleman           | Tyreese                 | 3.–5. série  | David Suchařípa, Ladislav Cigánek    |
| David Morissey         | „Guvernér“ Philip Blake | 3.–4. série  | Libor Hruška                         |
| Michael Cudlitz        | Abraham Ford            | 4.–7. série  | David Matásek                        |
| Christian Serratosová  | Rosita Espinosa         | 4.–11. série | Adéla Pristášová                     |
| Josh McDermitt         | Eugene Porter           | 4.–11. série | Marek Holý                           |
| Alanna Masterson       | Tara Chambler           | 4.–9. série  | Anna Remková                         |
| Seth Gilliam           | Gabriel Stokes          | 5.–11. série | Svatopluk Schuller                   |
| Ross Marquand          | Aaron                   | 5.–11. série | Marek Libert                         |
| Katelyn Nacon          | Enid                    | 5.–9. série  | Terezie Taberyová                    |
| Tom Payne              | Paul "Ježíš" Rovia      | 6.–9. série  | Radek Hoppe                          |
| Khary Payton           | Ezekiel                 | 7.–11. série | Jakub Saic                           |
| Jeffrey Dean Morgan    | Negan                   | 6.–11. série | Jiří Schwarz                         |
| Samantha Morton        | "Alpha"                 | 9.–10. série | Dana Černá                           |
| Ryan Hurst             | "Beta"                  | 9.–10. série | Radek Valenta                        |
| Lauren Ridloff         | Connie                  | 9.–11. série |                                      |
| Cailey Fleming         | Judith Grimes           | 9.–11. série | Karolína Křišťálová,Linda Křišťálová |
| Cassady McClincy       | Lydia                   | 9.–11. série | Barbora Šedivá                       |

### Vedlejší postavy
| Herec                    | Postava                  | Výskyt       | Český dabing           |
| ------------------------ | ------------------------ | ------------ | ---------------------- |
| IronE Singelton          | Theodore „T-Dog“ Douglas | 1.–3. série  | Ernesto Čekan          |
| Jane McNiellová          | Patricia                 | 2. série     | Jana Postlerová        |
| James McCune             | Jimmy                    | 2. série     | Robert Hájek           |
| Lew Temple               | Axel                     | 3. série     | Otakar Brousek ml.     |
| Vincent Ward             | Oscar                    | 3. série     | Martin Zahálka         |
| Dallas Roberts           | Milton                   | 3. série     | Pavel Tesař            |
| Lawrence Gilliard Jr.    | Bob Stookey              | 4.–5. série  | Rudolf Kubík           |
| Andrew J. West           | Gareth                   | 4.–5. série  | Zbyšek Pantůček        |
| Tyler James Wiliams      | Noah                     | 5. série     | Oldřich Hajlich        |
| Alexandra Breckenridge   | Jessie Anderson          | 5.–6. série  | Kristina Jelínková     |
| Tovah Feldshuh           | Deanna Monroe            | 5.–6. série  | Daniela Bartáková      |
| Austin Nichols           | Spencer Monroe           | 5.–7. série  | Radek Kuchař           |
| Austin Amelio            | Dwight                   | 6.–8. série  | Filip Švarc            |
| Xandler Berkeley         | Gregory                  | 6.–9. série  | Pavel Rímský           |
| Steven Ogg               | Simon                    | 6.–8. série  | Pavel Vondra           |
| Macsen Lintz, Matt Lintz | Henry                    | 7.–9. série  | Matěj Havelka          |
| Cooper Andrews           | Jerry                    | 7.–11. série | Bohdan Tůma            |
| Pollyanna McIntosh       | „Jadis“ Anne             | 7.–9. série  | Helena Dytrtová        |
| Callan McAuliffe         | Alden                    | 8.–11. série | Jan Nedvěd,Pavel Dytrt |
| Avi Nash                 | Siddiq                   | 8.–10. série | Ivo Hrbáč              |
| Eleanor Matsuura         | Yumiko                   | 9.–11. série | Martina Šťastná        |
| Nadia Hilker             | Magna                    | 9.–11. série | Týna Průchová          |

## Řady a díly
| Řada | Díly | Premiéra v USA | Premiéra v USA     | Premiéra v ČR     | Premiéra v ČR     |
| Řada | Díly | První díl      | Poslední díl       | První díl         | Poslední díl      |
| ---- | ---- | -------------- | ------------------ | ----------------- | ----------------- |
| 1    | 6    | 31. října 2010 | 5. prosince 2010   | 25. srpna 2012    | 17. září 2012     |
| 2    | 13   | 16. října 2011 | 18. března 2012    | 24. září 2012     | 17. prosince 2012 |
| 3    | 16   | 14. října 2012 | 31. března 2013    | 2. září 2013      | 16. prosince 2013 |
| 4    | 16   | 13. října 2013 | 30. března 2014    | 4. ledna 2015     | 19. dubna 2015    |
| 5    | 16   | 12. října 2014 | 29. března 2015    | 20. září 2015     | 3. ledna 2016     |
| 6    | 16   | 11. října 2015 | 3. dubna 2016      | 23. října 2016    | 5. února 2017     |
| 7    | 16   | 23. října 2016 | 2. dubna 2017      | 23. dubna 2017    | 6. srpna 2017     |
| 8    | 16   | 22. října 2017 | 15. dubna 2018     | 23. září 2018     | 6. ledna 2019     |
| 9    | 16   | 7. října 2018  | 31. března 2019    | 27. října 2020    | 9. února 2021     |
| 10   | 22   | 6. října 2019  | 4. dubna 2021      | 22. března 2022   | 10. května 2022   |
| 11   | 24   | 22. srpna 2021 | 20. listopadu 2022 | 27. prosince 2022 | 7. ledna 2023     |

## Přijetí
Tento seriál byl velice nadprůměrně hodnocený a získal několik ocenění včetně nominace na Writers Guild of America a na Zlatý glóbus za nejlepší televizní drama. První díl třetí sezóny si získal 10,9 milionu diváků, čímž překonal rekord v největším počtu diváků na kabelové televizi.[zdroj⁠?!]
Českou premiéru úvodního dílu vysílanou 25. srpna 2012 sledovalo celkem 130 000 diváků starších 15 let.

## Navazující díla
Dne 5. září 2014 televize AMC oznámila objednání doprovodného seriálu, na jehož tvorbě se podíleli Robert Kirkman a Dave Erickson. Kirkman byl rovněž ohlášen jako výkonný producent spolu s Gale Anne Hurdovou a Davidem Alpertem, kteří produkovali již Živé mrtvé.
Seriálem se inspiroval scenárista Tommy Pistol a spolu s režisérkou Joannou Angel natočil v roce 2013 pro společnost BurningAngel Entertainment pornografickou parodii The Walking Dead: A Hardcore Parody.
Další spin-offy, které se odehrávají ve světě Živých mrtvých jsou: Živí mrtví: Počátek konce, Živí mrtví: Svět tam, Příběhy živých mrtvých, Živí mrtví: Ti, co žijí, Živí mrtví: Daryl Dixon, Živí mrtví: Mrtvé město.  